# Miladin Ivanović
Miladin Ivanović, črnogorski general, * 1906, † 1996.

## Življenjepis
Leta 1938 je postal član KPJ in leta 1941 je sodeloval pri organizaciji NOVJ. Med vojno je bil poveljnik več enot.
Po vojni je končal VVA JLA in postal med drugim vojaški ataše v Češkoslovaški.